# Szpak (zwyczajny)
Szpak zwyczajny, szpak (Sturnus vulgaris) – gatunek średniej wielkości ptaka z rodziny szpakowatych (Sturnidae). Częściowo wędrowny. Pierwotnie zamieszkiwał wyłącznie Eurazję. Nie jest zagrożony wyginięciem. Dzięki introdukcji gatunek kosmopolityczny, w 13 podgatunkach występuje na każdym kontynencie poza Antarktydą; poza rodzimym zasięgiem także w Ameryce Północnej (od Jukatanu po Alaskę), Argentynie, Południowej Afryce, wschodniej Australii, Nowej Zelandii i okolicznych wyspach. Jest to gatunek inwazyjny.
Szpaki mierzą 19–22 cm długości, masa ciała wynosi 55–100 g; samce i samice nie różnią się od siebie masą ciała. Występuje podział na szatę godową i spoczynkową. W szacie godowej dymorfizm płciowy zaznacza się w kolorze nasady dzioba (niebieski u samców, różowy u samic) i tęczówki (brązowa u samców, jasna u samic). Ciało szpaków jest wówczas czarne i opalizujące. Poszczególnie partie upierzenia mogą opalizować na zielono, fioletowo, brązowawo, niebiesko lub w wymieszanych barwach; rozmieszczenie tych metalicznych barw na ciele zależy od podgatunku. Niektóre z piór mają białe zakończenia. W szacie spoczynkowej szpaki na całym ciele pokryte są białymi lub płowymi kropkami, a dziób jest ciemny, niezależnie od płci. Osobniki młodociane są jednolicie brązowe.
W okresie lęgowym szpaki zamieszkują różne obszary z drzewami, gniazdują bowiem w dziuplach; mogą to być lasy, zadrzewienia, ogrody czy parki miejskie. Poza sezonem lęgowym zamieszkują różnorodne środowiska. Ogółem nie występują w górach. Są wszystkożerne. Zjadają zarówno materię roślinną – różne owoce i nasiona, także z pól – jak i bezkręgowce, przy czym te drugie pełnią ważniejszą rolę w okresie lęgowym. Na półkuli północnej okres składania jaj przypada na okres od końca marca do początku czerwca, zależnie od szerokości geograficznej. Dawniej szpaki uważano za monogamiczne, obecnie wiadomo, że występują także: poligynia, częste zmiany partnerów czy kopulacje pozamałżeńskie. W zniesieniu znajduje się od 3 do 8 jaj. Inkubacja trwa około dwóch tygodni. Młode są w pełni opierzone po około 3 tygodniach, po kolejnych 4–10 dniach stają się samodzielne.
Szpak uznawany jest przez IUCN za gatunek najmniejszej troski (LC, Least Concern). W 2004 światową populację oszacowano na ponad 310 mln osobników. W 2015 liczebność szpaka w Europie wynosiła 28,8–52,4 mln par. W Europie w latach 1980–2016 odnotowano spadek liczebności o 70%. W Ameryce Północnej czyni szkody w uprawach oraz konkuruje z rodzimymi gatunkami ptaków o dziuple. Ponadto jest szkodnikiem sadów, wyjada również ziarno z pól czy żłobów, również w Europie. W południowej części tego kontynentu (we Włoszech i Francji) czyni szkody w winnicach.

## Taksonomia
Po raz pierwszy gatunek opisał Karol Linneusz w 1758 w Systema Naturae na podstawie holotypu ze Szwecji; odnotował także, że można spotkać te ptaki w Afryce. Nowemu gatunkowi nadał nazwę Sturnus vulgaris. Obecnie (2017) Międzynarodowy Komitet Ornitologiczny (IOC) podtrzymuje tę nazwę. IOC wyróżnia 13 podgatunków; żaden z nich nie ma polskiej nazwy. Autorzy Handbook of the Birds of the World również uznają 13 podgatunków.
Dawniej szpak i szpak jednobarwny (S. unicolor) bywały uznawane za jeden gatunek. Między tymi dwoma gatunkami nie występują jednak znaczne różnice genetyczne, w jednym z badań było to średnio 0,54% w mtDNA – jest to wartość bardziej charakterystyczna dla podgatunków, nie gatunków. Występują jednak wyraźne różnice morfologiczne oraz w głosie i znikoma hybrydyzacja. Mimo że przedstawiciele tych dwóch gatunków są pozornie podobni na przykład do szpaków szarych (Spodiopsar cineraceus), tworzą one swoją własną linię rozwojową, która oddzieliła się około 9,85 mln lat temu. Zdaniem badaczy tworzą najprawdopodobniej allo-gatunek (ang. allospecies), powstały w wyniku rozbicia się wspólnego przodka na dwie populacje w plejstocenie. Badana była również odrębność podgatunku z Azorów – S. v. granti. W 1959 Vauri zakwestionował odrębność tego podgatunku, jako że wygląd zewnętrzny i wymiary nie są znacząco inne niż u przedstawicieli podgatunku nominatywnego z Europy. Jest on dość wyizolowany geograficznie zważywszy na to, że szpaki 
gniazdują w Portugalii i na Maderze, a w Hiszpanii gniazdują od niedawna (1960). Zbadano sekwencję mitochondrialnego genu ND2 sześciu różnych populacji, w tym szpaków z Azorów. Z 1026 zsekwencjonowanych par zasad 1,7% różniło się; ptaki z Azorów znacznie różniły się więc od reszty populacji pod kątem genetycznym. W północno-wschodniej Hiszpanii odnotowano hybrydyzację szpaków i szpaków jednobarwnych; w 5 przypadkach obserwowano kopulację, w 5 w pełni uformowane pary. Przynajmniej dwóm z nich udało się odchować młode do opierzenia.
Na terenie Rzymu znaleziono szczątki kopalne szpaka datowane na środkowy plejstocen.
Systematyka podgatunków jest złożona i wymaga dalszych badań. Część historycznych niejasności rozwikłał Ernst Hartert w 1918, publikując przekrojowy artykuł o szpakach na łamach „Novitates Zoologicae”. Podgatunek S. v. humii bywa niekiedy błędnie określany jako S. v. indicus; nazwa ta została nadana ptakom, u których dziób miał nigdy nie stawać się żółty.

### Nazewnictwo
Epitet gatunkowy vulgaris oznacza z łaciny „powszechny”. Ze względu na charakterystyczny głos w dawnej polszczyźnie ptaki te nazywano „skorzec” lub „skworzec”. W języku rosyjskim szpak nazywa się скворец (skworiec). Anglojęzyczna nazwa starling pochodzi od sylwetki ptaka w locie, przypominającej gwiazdę (ang.star). Etymologia słowa szpak jest niejasna. Polskie słowo szpak stało się źródłem zapożyczenia dla niemieckiego Spatz, które oznacza jednak wróbla.

## Podgatunki i zasięg występowania
IOC wyróżnia następujące podgatunki:
- S. v. caucasicus Lorenz, T, 1887 – Delta Wołgi, północny Kaukaz, wschodnie Zakaukazie, Azerbejdżan, okolice na południe od Morza Kaspijskiego oraz zachodni i południowy Iran[3]
- S. v. vulgaris Linnaeus, 1758 – Islandia na wschód po Ural, na południe po północną i północno-wschodnią Hiszpanię, południowe Włochy, południowo-wschodnią Europę i północną Ukrainę, do tego na Wyspach Kanaryjskich; poza sezonem lęgowym spotykane na południe, od Półwyspu Iberyjskiego po północną Afrykę[3]
- S. v. faroensis Feilden, 1872 – Wyspy Owcze[3]
- S. v. zetlandicus Hartert, 1918 – Hebrydy Zewnętrzne i Szetlandy[3]
- S. v. granti Hartert, 1903 – Azory[3]
- S. v. poltaratskyi Finsch, 1878 – wschodni Ural na wschód po jezioro Bajkał, na południe po północny i wschodni Kazachstan, północny Step Kazachski, dalej przez północną Dżungarię po Mongolię; poza sezonem lęgowym także w południowo-wschodniej Azji i północno-zachodnie Indie[3]
- S. v. tauricus Buturlin, 1904 – południowa i wschodnia Ukraina, Krym na wschód po południową Rosję (Stawropol) i Azję Mniejszą (z wyjątkiem jej wschodniej części); poza okresem lęgowem również Bliski Wschód[3]
- S. v. purpurascens Gould, 1868 – zachodnie Zakaukazie, wschodnia Turcja, Gruzja i Armenia; poza sezonem lęgowym również Egipt[3]
- S. v. oppenheimi Neumann, 1915 – południowo-wschodnia Turcja i północny Irak[3]
- S. v. nobilior Hume, 1879 – północno-wschodni Iran, południowy Turkmenistan i północny Afganistan; poza sezonem lęgowym zamieszkują subkontynent indyjski[3]
- S. v. porphyronotus Sharpe, 1888 – wschodni Kazachstan, skrajnie południowo-wschodnie Chiny (zachodni Sinciang) na południe po wschodni Uzbekistan i Tadżykistan; poza sezonem lęgowym północny subkontynent indyjski[3]
- S. v. humii Brooks, WE, 1876 – zachodnie Himalaje (Kaszmir i Pendżab); poza sezonem lęgowym północny subkontynent indyjski (uwaga: w niektórych źródłach występuje pod nazwą S. v. indicus[30])
- S. v. minor Hume, 1873 – centralny i południowy Pakistan[2] (w dolinie Indusu[3])

BirdLife International szacuje całkowity zasięg występowania na 41,6 mln km². Naturalnie szpaki rozprzestrzeniły się aż po Japonię, gdzie dotarły w 1969. Od lat 70. donoszono o osobnikach zimujących w Hongkongu i w Japonii, ale pochodzenie tych osobników nie jest znane. Na Syberii gniazdują na północ do równoleżnika 60°N. Są częściowo wędrowne. W razie potrzeby mogą przebywać dystans 1–1,5 tys. kilometrów, zwłaszcza jeśli pokrywa śniegu uniemożliwi im dostęp do pożywienia. Szpaki na południe od równoleżnika 40°N rzadko migrują. Wiosenne wędrówki trwają od lutego do początku marca, jesienne od września do początku grudnia.

### Introdukcje
W 1890 i 1891 szpaki wprowadzono do Nowego Jorku. Przetrwało 16 spośród 50 wprowadzonych par. Ich potomkowie szybko rozprzestrzeniali się po kontynencie i w 1942 dotarli do Zachodniego Wybrzeża. Współcześnie zamieszkują całą Amerykę Północną, na kontynencie od Florydy po Kanadę i Alaskę (1952) oraz Jukatan (1953), zaś z wysp zasiedlają Bahamy, Portoryko, Jamajkę i Kubę.
W Nowej Zelandii introdukowano szpaki w 1862, kiedy Nelson Acclimatisation Society przywiozło na wyspy 17 okazów. W kolejnych latach sprowadzano kolejne osobniki do różnych części kraju. Obecnie występują na terenie całego kraju w odpowiednich środowiskach. Żyją także na wyspach Kermadec, Snares, Wyspach Antypodów, Auckland i Wyspie Campbella; zalatują na Wyspy Bounty.
W 1899 Cecil Rhodes, który przebywał wówczas w Southampton szykując się do wyprawy na Przylądek Dobrej Nadziei, otrzymał 18 szpaków złapanych w Hampshire. Prawdopodobnie te szpaki zapoczątkowały populację w Południowej Afryce. Według innego źródła już w 1897 wprowadzono te ptaki do Cape Town. Ptaki te rozprzestrzeniły się po Kraju Przylądkowym, docierając również do okolic dawnego bantustanu Transkei i sporadycznie na wschód po KwaZulu-Natal. Nie stwierdzono ich w Transwalu. Z 1988 pochodzi stwierdzenie z odległego miasta Orapa (Botswana).
W 1951 po raz pierwszy odnotowano szpaki na Fidżi. Hill (1952) stwierdził, że są liczne na Ono-i-Lau, najbardziej wysuniętej na południe wyspie archipelagu; ponadto występowały na trzech przybrzeżnych wysepkach. W 1952 Hill odnotował, że według rdzennych mieszkańców szpaki miały występować na wyspie już od około 20 lat, pojawiły się na niej po huraganie. Wcześniej, w 1925, odłowiono jednak kilka okazów na Vatoa. Nie wiadomo, w jaki sposób ptaki pojawiły się na wyspie. Najbliższa populacja znajdowała się na wyspie Raoul (wyspy Kermadec), 1200 km na południe od Vatoa. Ptaki z tamtejszej populacji przeniosły się na wyspę z Nowej Zelandii przed 1910.
W 1857 szpaki wprowadzono do Melbourne, 20 lat później do Sydney. Populacja rozprzestrzeniła się we wschodniej Australii i na przybrzeżnych wysepkach, aż po zwrotnik Koziorożca (23°S). Sporadycznie zdarzają się obserwacje dalej na północ, na przykład z Port Moresby (1980) na Papui-Nowej Gwinei.
W Ameryce Południowej gatunek ten introdukowano przed 1987 do Palermo, dzielnicy Buenos Aires, obserwowano lęgi już latem 1987–1988. Później notowane były w różnych obszarach wokół stolicy Argentyny, głównie miejskich. Później zaczęły rozprzestrzeniać się na obszary podmiejskie i wiejskie.

## Morfologia
Długość ciała wynosi 19–22 cm, masa ciała 55–100 g; według innego źródła z 1981 wynosi 73–96 g, u samic 69–93 g, stąd nie może być wyznacznikiem płci badanego ptaka. Rozpiętość skrzydeł 37–42 cm. Długość czaszki wynosi 49–56 mm, z tego 24–31 mm przypada na dziób. Dziób stopniowo stożkowato się zwęża, jest ostro zakończony. Występuje ostre wygięcie szczęki i żuchwy. Oczodoły głębokie. Długość skrzydła u 200 przedstawicieli podgatunku nominatywnego: 128–132 mm, sporadycznie do 134 mm. W sylwetce szpaka dostrzec można krótki, prostokątny ogon, trójkątne skrzydła i stosunkowo długi, ostro zakończony dziób. W locie sylwetka szpaków przypomina czteroramienną gwiazdę.

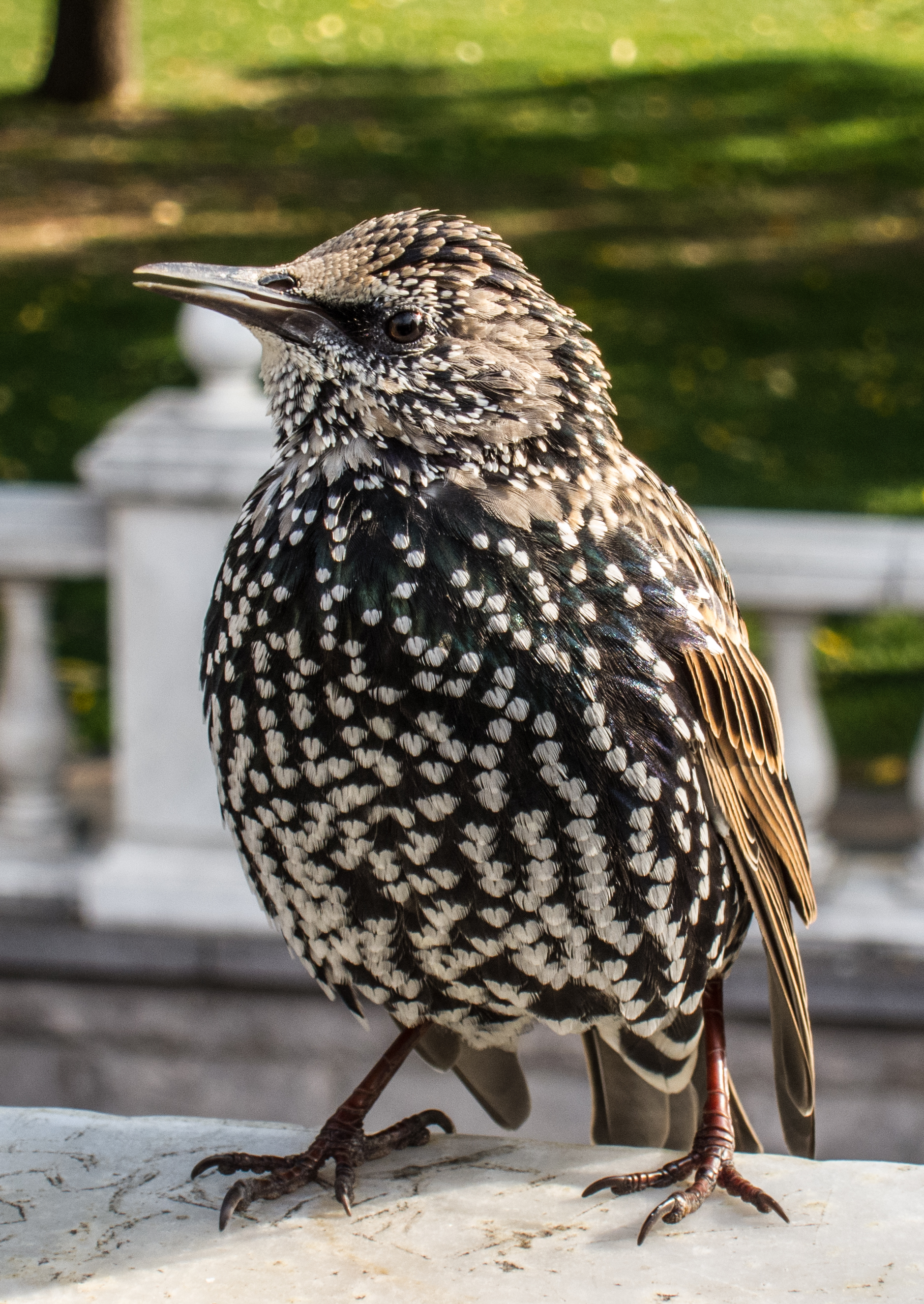
Osobnik w szacie spoczynkowej sfotografowany w październiku w Ogrodzie Aleksandrowskim

Dalszy opis dotyczy ptaków występujących w Europie; opis poszczególnych podgatunków zamieszczono w sekcji Podgatunki. Ogółem upierzenie dorosłego szpaka na wiosnę (w szacie godowej) jest czarne z zieloną i fioletową opalizacją, samce cechuje większa połyskliwość. Lotki I rzędu są czarnobrązowe, mają płowe obrzeżenia i końcówki; od wewnątrz płowego brzegu na chorągiewkach zewnętrznych nieznacznie połyskują. Lotki II rzędu podobne, wyróżniają się szerszymi i bardziej jaskrawymi niebieskozielonymi obrzeżeniami. Sterówki ubarwione jak lotki I rzędu. Dziób żółty, u samca ma nasadę niebieską, u samic – różową. Nogi czerwonobrązowe. Zimą, w szacie spoczynkowej pióra na ciele mają białe lub płowe kropki na końcu. Do tego boki głowy są srebrzystobiałe z czarną maską, a przy nasadzie ogona dostrzec można duże, łuskowate plamy. Dziób w szacie spoczynkowej jest ciemny, niezależnie od płci. W ciągu zimy białe końcówki piór ścierają się. U dorosłych samców tęczówka jest brązowa, u samic węższa niż u samców i jasna.
Osobniki młodociane są całkowicie brązowe z ciemnym dziobem. Po pierzeniu na jesieni brązowe pióra ostają się już tylko na głowie. Po jesiennym pierzeniu stają się bardzo podobne do dorosłych osobników w szacie spoczynkowej. Odróżnić je można po długości piór na piersi, które są krótsze u młodych, oraz o szerokości strefy połysku, która u ptaków jednorocznych wynosi 7–11 mm, zaś u starszych 12–15 mm.
Pierzenie dorosłych trwa od połowy maja do połowy października, pierzenie młodych od połowy czerwca do połowy października.

## Ekologia i zachowanie
Szpaki są ptakami nizin, zwykle nie występują na obszarach górskich. W sezonie lęgowym zamieszkują lasy i różne skupiska drzew oraz zwartą zabudowę, jeśli w tej znajdą się skrawki zieleni, wymagają bowiem dziupli do gniazdowania. Poza sezonem lęgowym zamieszkują różnorodne środowiska, od wrzosowisk po mokradła. Zdają się nie przejmować zbytnio niepokojeniem przez ludzi i zamieszkują także ich siedliska, w tym miasta, obszary rolnicze i podmiejskie ogródki. W Polsce szpaki występują na terenie całego kraju z wyjątkiem zwartych kompleksów leśnych, borów iglastych i terenów górskich powyżej 1000 m n.p.m. Na Nowej Zelandii szpaki notowane były od poziomu morza do 1500 m n.p.m.
Szpaki żerują stadami, podobnie też migrują. Największe stada tworzą zimą. Te najliczniejsze obserwuje się w obszarach wiejskich, szczególnie w zadrzewieniach lub trzcinowiskach. W przeciwieństwie do większości ptaków po ziemi chodzą, nie skaczą. Przebywając w ogromnych stadach tworzą duży hałas. Eksperymenty w niewoli wykazały, że szpaki są w stanie rozpoznać poszczególne osobniki słysząc jednocześnie śpiew kilku innych; badane próbki były jednak stosunkowo nieliczne w porównaniu do ogromnych widywanych stad. Lot jest szybki i prosty z krótkimi ślizgami i gwałtownymi uderzeniami skrzydeł. Podczas wędrówek mogą dzienne przebywać znaczne dystanse, poruszają się z prędkością 60–80 km/h, po drodze zatrzymując się, by jeść. Wielkość terytoriów 56 osobników z Szetlandów, badana metodą minimalnych wielokątów (ang. MCP, minimum convex polygo), wyniosła od 3,1 do 228,8 ha (średnia była różna w różnych latach: 108,7 ± 17,71 ha w 2007 i 46,7 ± 6,95 ha w 2008). Ustalono, że szybkość, z jaką młodociane szpaki poznają otoczenie, nie jest skorelowana z późniejszą wielkością ich terytoriów. Żerując za dnia, szpaki mogą oddalać się do 80 km od miejsc wspólnego spoczynku. Przeważnie wspólnie odpoczywając nocą szpaki trzymają się około 15–20 cm od siebie, w razie dużego mrozu mogą jednak siedzieć ściśnięte.
Śpiew szpaka składa się ze świszczących i trzeszczących dźwięków. Często wplata w swoją pieśń głosy innych ptaków, np. wilgi (Oriolus oriolus), dzięcioła zielonego (Picus viridis) czy jaskółek, oraz dźwięki mechaniczne, jak skrzypienie drzwi albo gwizd czajnika. Samiec podczas śpiewania stroszy pióra na gardle i trzepocze skrzydłami. Pod koniec pieśni często szpaki wydają z siebie ostre crii sriij. Śpiewają cały rok, milkną jedynie na krótko w czasie pierzenia. Śpiewają również samice, częściej czyniąc to jesienią i zimą niż w sezonie lęgowym.

### Pożywienie
Szpaki są wszystkożerne. Żywią się materią roślinną i bezkręgowcami, przy czym te drugie pełnią ważniejszą rolę w diecie wiosną i latem. Zjadają bezkręgowce takie jak chrząszcze, dwuparce, gąsienice, prostoskrzydłe. Żerują także na owocach i innej materii roślinnej, szczególnie jesienią; zjadają na przykład jagody (w tym czarnego bzu), nasiona, jabłka, gruszki, śliwki i wiśnie. Zimą odwiedzają karmniki i wysypiska śmieci, szczególnie gdy pokrywa śniegowa uniemożliwia im dotarcie do pokarmu. Często dołączają do dużych grup żerujących ptaków. Ptaki badane w niewoli spożywały dziennie 7–23 g pokarmu zwierzęcego i 20–40 g pokarmu roślinnego. Fischl i Caccamise (1897) wykazali, że u badanych szpaków materia roślinna stanowiła 62% suchej masy pokarmu; 21% stanowiła materia zwierzęca. Odsetek ten zmienia się jednak sezonowo. Na Azorach zaobserwowano, jak szpaki zjadają jaja rybitw różowych (Sterna dougallii).
Podczas żerowania szpaki stosują trzy techniki. Pierwsza z nich polega na sondowaniu podłoża dziobem, aż znajdą jakiegoś bezkręgowca. Niekiedy szpaki wbijają dzioby w glebę i rozchylają je, aby powiększyć dziurę. To zachowanie jako pierwszy opisał Konrad Lorenz, określił je jako zirkeln; po polsku nazywa się cyrklowaniem. Jan Sokołowski obserwował to zachowanie u szpaka wychowywanego w niewoli od wyklucia, niemającego szansy nauczyć się tej czynności od starszych osobników. Musi być to więc czynność wrodzona. Ponadto zauważył, jak jego udomowiony szpak wyjadał rybki z akwarium. Szpaki potrafią również łapać owady w powietrzu. Okazjonalnie zjadają także nektar. Badaniem odżywiania się niektórych ptaków zajmował się G. Rörig, wedle którego szpak ważący 76,5 g spożywał dziennie 9,16 g suchej masy pokarmowej, odpowiadającej około 11,9% masy jego ciała. Wiklund et al. w latach 80. XX wieku badali młode, niedoświadczone ptaki czterech gatunków, w tym szpaka. Wypuszczały one z dzioba pewne owady bez uszkadzania ich. Prawdopodobnie więc przy wyborze ofiary szpaki kierują się smakiem.

### Lęgi

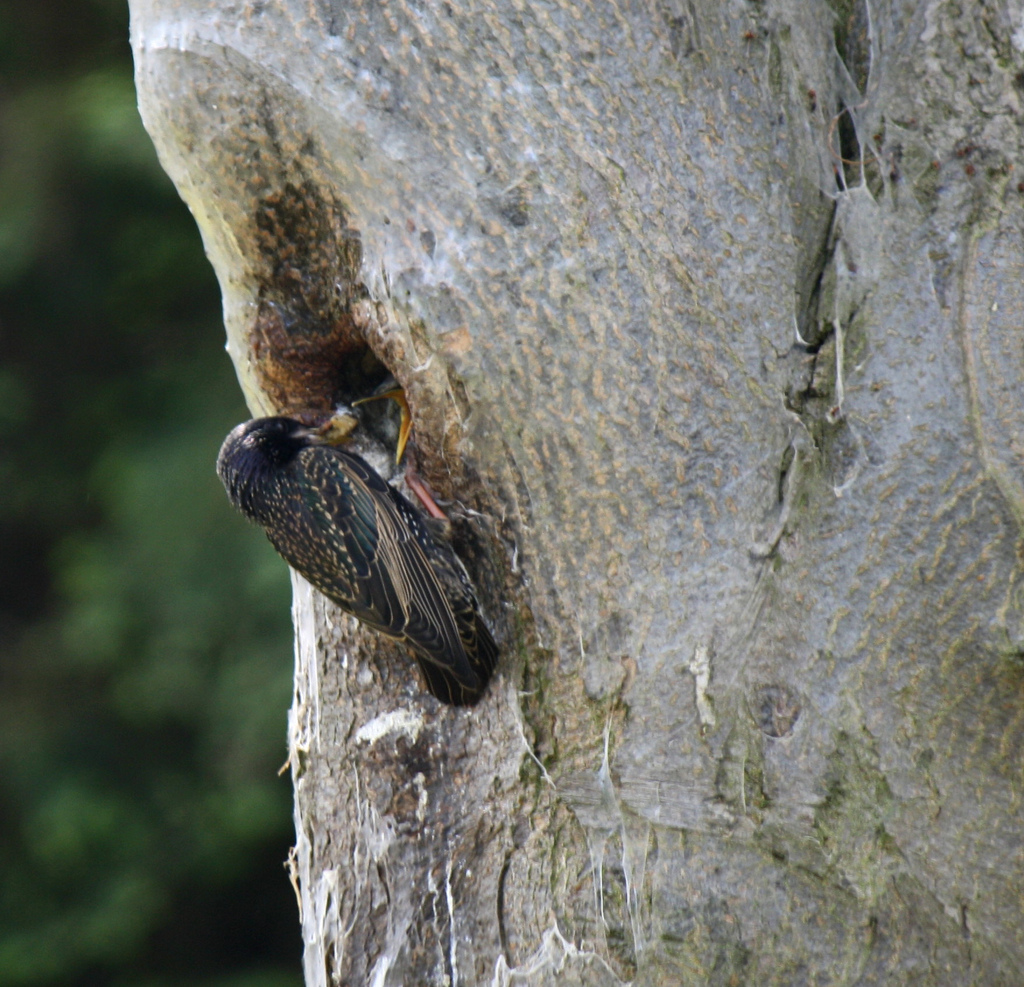
Szpak karmiący młode, Essex, Anglia

Na półkuli północnej okres składania jaj przypada na okres od końca marca do początku czerwca, zależnie od szerokości geograficznej. Na północ od równoleżnika 48°N szpaki wyprowadzają tylko jeden lęg w roku, na południe od niego od 1 do 2 lęgów. W Polsce okres składania jaj przypada na koniec kwietnia i początek maja. Okres lęgowy w RPA trwa głównie od września do grudnia. Na Nowej Zelandii okres składania jaj przypada na wrzesień–październik; inaczej niż w Europie, tu początek okresu lęgowego nie jest zależny od szerokości geograficznej.
Samce pierwsze przybywają na lęgowiska i zaczynają intensywnie śpiewać. Badano, czy samice szpaków zwracają uwagę na symetrię plamistości upierzenia samców; samice są w stanie zidentyfikować samce o dużej asymetrii plamistości, ale raczej nie wykorzystują one symetrii ubarwienia jako kryterium przy wyborze samca. Przedmiotem badań był również wybór samca w warunkach, w których występowało lub nie promieniowanie ultrafioletowe (<400 nm), które niektóre ptaki są w stanie dostrzec. Usunięcie światła ultrafioletowego nie zaburzało samicom całkowicie wyboru (tj. nie wybierały samców całkowicie przypadkowo). Badania wykazały, że odbijanie UV przez pióra szpaków wpływa na atrakcyjność samców w oczach samic, jednak sprawa wymaga dalszych badań, jako że w momencie badania nie poznano jeszcze dokładnie widzenia barwnego u szpaków. Niegdyś szpaki uważano za gatunek monogamiczny. Obecnie wiadomo, że występuje także poligynia, kopulacje pozamałżeńskie w przypadku samic, częsta zmiana partnerów; niekiedy samice podrzucają jaja innym samicom (po raz pierwszy odnotowano to w 1974) lub gniazdują wspólnie w jednym gnieździe (do 1996 odnotowano to dwukrotnie).
Miejsce na gniazdo wybiera samica. Szpaki gniazdują w dziuplach oraz budkach lęgowych, w razie ich braku mogą założyć gniazdo w szczelinie pod pokryciem dachu, otworze wentylacyjnym bądź w dziurze w elemencie konstrukcyjnym maszyny. Najpierw usuwają stary materiał gniazdowy. Zauważono, że znoszą do gniazda liście roślin takich jak krwawnik, wrotycz, tatarak oraz kwiaty różnych gatunków roślin. Najprawdopodobniej mają one odstraszać ektopasożyty, takie jak pchły, roztocze i wpleszcze. Ich liczebność wzrasta wraz z rozwojem piskląt. Dzięki stosowaniu roślin zielnych samica może w spokoju wysiadywać jaja. Oprócz roślin mających odstraszać owady samce znoszą do gniazda także kawałki kory, porosty, duże pióra i przedmioty pochodzenia antropogenicznego; większy ich odsetek znajduje się w gniazdach szpaków poligynicznych.
Zniesienie liczy od 3 do 6 jaj (według innego źródła do 8); przeważnie jest ich 5. Samica składa wszystkie jaja zwykle w przeciągu 5–6 dni. Średnie wymiary dla 12 jaj u S. v. minor: 26,1 na 19,6 mm; dla 92 jaj S. v. humii: 28,8 na 20,7 mm. Skorupka ma barwę niebieskawą lub białą, jest połyskliwa.
Eksperymentalnie wykazano, że jeśli pierwsze jajo zostanie usunięte z gniazda, samica niekiedy kontynuuje składanie, by uzupełnić lęg, czasami zaś tego nie czyni. Inkubacja trwa około 11–14 dni. Jaja są wysiadywane przez 18–19 godzin dziennie, podczas chłodnych dni do 23 godzin. Samica wysiaduje je przez około 70% czasu; ma do tego bardziej rozwiniętą plamę lęgową.
Zdarza się podrzucanie jaj, stąd do 33% piskląt może nie być ze sobą spokrewnione. Młode zaczynają okazywać lęk około 12. dnia życia, są zdolne do samodzielnego utrzymania ciepłoty ciała 13. dnia życia. Opierzają się po około 3 tygodniach. Potem rodzice karmią je jeszcze 4–10 dni, nim staną się samodzielne. Pierwszy głos, jaki wydają z siebie młode szpaki w gnieździe i po jego opuszczeniu, brzmi jak „skwerr” lub „skworr”. Badana w różnych latach i lęgach średnia masa piskląt w 12. dniu życia wynosiła 73–77,1 g, w 15. – 75,6–82,3 g. Im mniejszy był lęg, tym większa była masa piskląt.
Przeważnie samce i samice przystępują do rozrodu w wieku 2 lat, niektóre samice czynią to już po roku życia. W naturze szpaki dożywają 21 lat.

### Pasożyty, choroby i drapieżniki
Szpaki nierzadko cierpią na pasożyty. W ich upierzeniu przeważnie znaleźć można pchły i roztocze, zaś w kale jaja robaków i oocysty pierwotniaków. Szpaki kaszlące i kichające zwykle są zarażone nicieniami Syngamus. Pasożytują one w tchawicy ptaków, utrudniając oddychanie i podrażniając tchawicę. U szpaków miejskich często występują prążki głodowe.
Do naturalnych wrogów szpaków w Europie należą kobuzy (Falco subbuteo), jastrzębie (Accipiter gentilis) i krogulce (Accipiter nisus).

## Podgatunki
Poniżej przedstawiono tabelę porównującą podgatunki. Sfotografowane okazy muzealne pochodzą z Muzeum Historii Naturalnej w Lejdzie.
| Podgatunek          | Autor, miejsce odłowienia holotypu i inne               | Charakterystyka | Grafika |
| ------------------- | ------------------------------------------------------- | --- | ------- |
| S. v. caucasicus    | Lorenz, 1887 północny Kaukaz                            | Głowa z zielono-fioletową opalizacją. Pokrywy uszne zielone, pokrywy skrzydłowe fioletowe, podobnie jak boki ciała i lotki II rzędu. Pokrywy podskrzydłowe szare z b iałymi krawędziami. |         |
| S. v. vulgaris      | Linnaeus, 1758 Szwecja                                  | Opisany w sekcji Morfologia. |         |
| S. v. faroensis     | Feilden, 1872 nie podano dokładnie; Wyspy Owcze         | Dziób dłuższy i mocniejszy niż u ptaków z kontynentu. Długość skrzydła dla 12 dorosłych osobników: 133–136 mm. |         |
| S. v. zetlandicus   | Hartert, 1918 północna wyspa Yell, ♂, 22 listopada 1913 | Według Harterta najbardziej przypomina S. v. faroensis. Podał długość skrzydła 131–138 mm. Osobniki młodociane ciemne, znacznie ciemniejsze od tych podgatunku nominatywnego. |         |
| S. v. granti        | Hartert, 1903 Graciosa, ♂, 22 kwietnia 1903             | Dziób miał być według Harterta przeciętnie krótszy niż u S. v. vulgaris; późniejsze badania na niewielkiej próbce (18 ptaków z Azorów i 9 osobników z kontynentu) tego nie wykazały. Wyglądem nie różni się zbytnio od ptaków z kontynentu. Długość skrzydła samca (n = 12) 123–133 mm, samicy (n = 7) 125–129 mm, długość dzioba (n = 18) 23–25 mm. |         |
| S. v. poltaratskyi  | Finsch, 1878 okolice jeziora Markaköl                   | Grzbiet zielony (w odróżnieniu od fioletowawego u europejskich szpaków), spód ciała poniżej szyi ma głęboką, fioletową barwę, nie zaś zieloną, jak u przedstawicieli S. v. vulgaris. Ponadto pokrywy podskrzydłowe są jaśniejsze, a jasne, płowe krawędzie piór szersze. Wymiary dla nieokreślonej liczby osobników: długość skrzydła 125–135 mm u samców, 124–131 mm u samic; długość dzioba (od nasady w czaszce) 28–32 mm; długość skoku 29–32 mm; długość ogona 62–69 mm u samców, 69–59 mm. |         |
| S. v. tauricus      | Buturlin, 1904 Krym lub okolice Dniepru                 | Długość skrzydła u 2 osobników: 141 i 142 mm. |         |
| S. v. purpurascens  | Gould, 1868 Erzurum                                     | Przedstawiciele tego podgatunku są więksi od szpaków S. v. vulgaris, ponadto grzbiet jest cały fioletowy (nie zielony jak u S. v. vulgaris). Skrzydła cechuje miedzianoczerwony połysk (nie niebieskozielony), wydłużone pióra na klatce piersiowej są niebieskozielone (miedziane), zaś pierś miedziana (zamiast niebieskozielonej). Zdaniem Johna Goulda ptaki tego podgatunku wykazują się szczególnym (jak na szpaka) rozmieszczeniem barw. Długość skrzydła u 19 osobników: 129–138 mm. |         |
| S. v. oppenheimi    | Neumann, 1915 Tell Halaf, 16 stycznia 1913, płeć nn     | Długość skrzydła 134–139 mm. |         |
| S. v. nobilior      | Hume, 1879 Kandahar lub okolica                         | Podobne do S. c. poltaratskyi, ale z ciemniejszymi (prawie czarnymi) pokrywami podskrzydłowymi i lotkami III rzędu, które u dorosłych mają wąskie białe krawędzie, nie zaś szerokie i płowe. Od reprezentantów S. v. purpurascens i S. v. porphyronotus można odróżnić je po ciemnozielonym grzbiecie i fioletowej głowie. Długość skrzydła samca 130–134 mm, samicy 127–132 mm; długość dzioba 31–34 mm. |         |
| S. v. porphyronotus | Sharpe, 1888 nie podano                                 | Grzbiet, kuper i pokrywy nadogonowe całkowicie fioletowe, grzbiet niekiedy z ciemnoniebieskim nalotem. Głowa i gardło brązowozielone, rzadko z fioletowawym nalotem, pokrywy uszne zawsze z fioletowym połyskiem. Osobniki młodociane są bardziej piaskowe lub rdzawobrązowe. Długość skrzydła u 38 osobników 125–133 mm, raz 134 mm i 135 mm. Wymiary dla nieznanej liczby osobników: długość dzioba 32–34 mm u samców, 31–34 mm u samic; długość skoku 30–32 mm; długość ogona 62–69 mm u samca, 62–66 mm u samicy. |         |
| S. v. humii         | Brooks, 1876 Kaszmir                                    | Głowa fioletowoniebieska, na brodzie bardziej czerwonawa, podobnie jak na gardle i z tyłu szyi. Pokrywy uszne zielone, metaliczne. Górna część grzbietu ma barwę od miedzianoczerwonej po brązowawą. Barkówki zielone. Kuper, pokrywy nadogonowe, brzuch i boki ciała od brązowozielonych po niebieskozielone. Przez pierś przechodzi miedzianoczerwony pas. Spód ciała zielony. Wymiary dla nieokreślonej liczby osobników: długość skrzydła 116–121 mm u samca, 113–119 mm u samicy; długość dzioba od nasady w czaszce: 29–32 mm u samca, 28–30 mm u samicy; długość skoku 30–32 mm u samca, 29–31 mm u samicy; długość ogona 56–59 mm u samca, 54–58 mm u samicy. |         |
| S. v. minor         | Hume, 1873 Sindh                                        | Najbardziej wyróżniający się spośród azjatyckich podgatunków szpaka, również swoimi niewielkimi rozmiarami. Głowa, gardło i pokrywy uszne zielone. Wierzch ciała, w tym pokrywy skrzydłowe, czerwonofioletowe. Pokrywy podogonowe fioletowe. Wymiary dla nieokreślonej liczby osobników: długość skrzydła 110–120 mm, długość dzioba (od piór) 26–27 mm, długość skoku 28–30 mm. |         |

## Status
IUCN uznaje szpaka za gatunek najmniejszej troski (LC, Least Concern) nieprzerwanie od 1988 (stan w 2021). W 2004 światową populację oszacowano na ponad 310 mln osobników. Według BirdLife International w 2015 liczebność szpaka w Europie wynosiła 28,8–52,4 mln par. W 2015 brytyjską populację oszacowano na 8,5 mln gniazdujących osobników. Według szacunków Monitoringu Pospolitych Ptaków Lęgowych, w latach 2013–2018 polska populacja szpaka liczyła 2 205 000 – 2 963 000 par lęgowych. W Europie w latach 1980–2016 odnotowano spadek liczebności aż o 70%, a najsilniejszy spadek wystąpił w latach 80. W niektórych obszarach może on być związany z intensyfikacją i specjalizacją rolnictwa oraz postępującemu przekształcaniu środowiska wiejskiego. Ponadto spadki liczebności były skorelowane ze zmniejszaniem wypasu bydła. Nie są dostępne statystyki dla Azorów (stan z 2010), ale szpaki w 2008 były szczególnie pospolite na wyspach Santa Maria i Corvo.
Na terenie Polski gatunek ten jest objęty ścisłą ochroną gatunkową. Na Czerwonej liście ptaków Polski został sklasyfikowany jako gatunek najmniejszej troski (LC). Polska populacja szpaka zwiększyła się w latach 60. i 70. XX wieku, gdy popularne stało się wieszanie budek „szpakówek”. Szpaki zaczęły się wówczas przenosić z lasów do miast. Na obszarach rolniczych Wielkopolski zagęszczenie wynosi kilka par na km², natomiast w parkach, np. Wrocławia, Siedlec i Poznania – kilkadziesiąt par na km². Dzięki rozwieszaniu budek lęgowych zagęszczenie szpaków można zwiększyć do ponad 100 par na km².
Na obszarach introdukcjiW 2005 szpak był drugim najliczniejszym ptakiem w Ameryce Północnej; pierwsze miejsce zajął epoletnik krasnoskrzydły (Agelaius phoeniceus). W Argentynie liczebność tych szpaków rosła z czasem; po introdukcji obserwowano stada liczące po 9–11 osobników, w 2003 już liczące blisko 950. W 2010 badano zagęszczenie szpaków w parkach w Buenos Aires; wyniosło 0–34,56 osobników/ha (średnio 2,21 ± 0,09 osobników/ha). Ich liczebność we wszystkich parkach Buenos Aires oszacowano wówczas na 4600 osobników. Na Nowej Zelandii po introdukcji liczebność zaczęła gwałtownie wzrastać; początkowo w Napier występowały pojedyncze osobniki, po jedenastu latach donoszono już o setkach tysięcy. Populacja zaczęła się zmniejszać w latach 50. XX wieku, kiedy wdrożono do użycia dichlorodifenylotrichloroetan (DDT). W 1968 zakazano jego stosowania. W 2013 szpak był jednym z najpospolitszych ptaków Nowej Zelandii (nie podano liczebności).

### Gatunek inwazyjny
Szpak jest gatunkiem inwazyjnym. Został uwzględniony w amerykańskiej bazie Global Invasive Species Data Base, wymieniony jest także na stronie Invasive Species South Africa. Był nominowany przez Invasive Species Specialist Group do listy 100 World’s Worst, na której z ptaków znajdowała się tylko majna brunatna (Acridotheres tristis) i bilbil czerwonoplamy (Pycnonotus cafer).
W Ameryce Północnej problem stanowi niszczenie przez szpaki upraw poprzez wyjadanie owoców z sadów lub ziaren z pól. W RPA nie jest chroniony prawem, gdyż jest uważany za szkodnika; nie powoduje jednak szkód w uprawach, jak to zwykł czynić w Ameryce Północnej. Choć w Ameryce Północnej poważnym problemem jest odbieranie miejsc lęgowych rodzimym ptakom takim jak jaskółczak modry (Progne subis), w RPA rdzennym gatunkom zdaje się zagrażać bardziej niszczenie środowiska, nie wypieranie przez szpaki. Potencjalny problem stanowi dotarcie tych ptaków do Wolnego Państwa, gdyż niszczyłyby znajdujące się w tej prowincji sady owocowe.
Na Nowej Zelandii szpaki uważane są zarówno za ptaki pożyteczne, jak i za szkodniki; z jednej strony niszczą sady owocowe, z drugiej zjadają Costelytra zealandica i inne szkodniki.
W odchodach szpaków mogą znajdować się bakterie powodujące nieżyt żołądka i jelit, jednak nie notuje się wielu zakażeń wśród ludzi. Szpaki mają duży udział w przenoszeniu wirusa wywołującego zakaźne wirusowe zapalenie żołądka i jelit u świń (TGE, ang. transmissible gastroenteritis). Same odchody szpaków również są problematyczne, niszczą bowiem elewacje budynków, rzeźby i karoserie. Szpaki zbierające się w okolicy lotnisk mogą stanowić zagrożenie dla ruchu lotniczego.
W południowej Europie na zimowiskach szpaki czynią znaczne szkody w winnicach, przez co są tam tępione. Być może przyczynia się to do spadku ich liczebności w Europie. Podobnie i w Polsce szpaki bywają traktowane jako szkodniki w sadach, np. czereśni i wiśni. Ptaki bywają wówczas odstraszane wystrzałami. Aby zapobiec zjadaniu owoców z drzewek, wystarczy osłonić sady siatką, a na skraju sadu pozostawić owocujące drzewo, które by je zwabiło. Prócz wyjadania ziaren z pól jedzą także karmę dla bydła, drobiu czy świń.

## Budki lęgowe
Szpaki bardzo chętnie zajmują budki lęgowe i gniazdują w bliskości innych osobników swojego gatunku. Budki lęgowe dla tych ptaków należy wieszać nie bliżej niż 2 m od siebie; mogą być umieszczone na tym samym drzewie. Podstawa budki dla szpaków powinna mierzyć 15 na 15 cm, ścianki 35 (przednia) i 38 (tylna) cm, średnica otworu winna mieć 5 cm. W klasyfikacji Sokołowskiego jest to budka typu B.

## Szpak w kulturze
Szpaki były dobrze znane starożytnym Rzymianom i Grekom, którzy nierzadko trzymali je w domach ze względu na wygląd oraz zdolności dźwiękonaśladowcze. Arystoteles porównując różne zwierzęta używał szpaka jako punktu odniesienia co do rozmiaru. Pliniusz Starszy zauważył już, że szpaki są zdolne do naśladowania ludzkiej mowy. W średniowiecznym zbiorze walijskich sag Mabinogion Branwen oswoiła szpaka, „nauczyła go słów” i wysłała z wiadomością przez Morze Irlandzkie do swoich braci, którzy przybyli z Walii, by ją uratować. Gdzieniegdzie w Europie szpaki trzymano w klatkach lub odławiano dla pożywienia. W niektórych krajach basenu Morza Śródziemnego szpaki nadal łapie się i zjada. Ich mięso jest twarde i niskiej jakości, toteż używa się go do zapiekanek lub przerabia na pasztet.

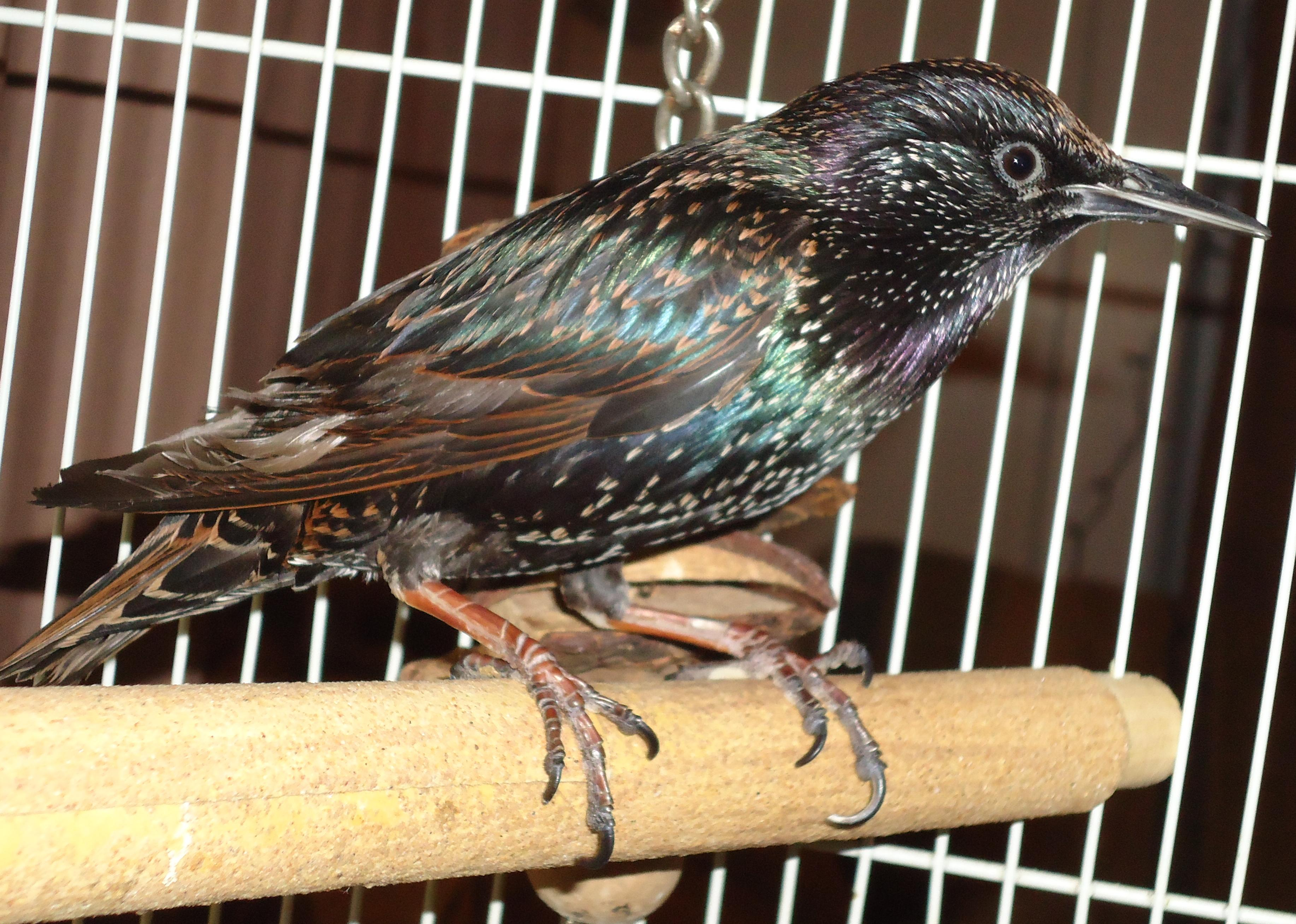
2,5-roczny uratowany szpak w klatce

Szpaki słyną ze swojej inteligencji i zaradności. W języku polskim istnieje określenie „szpakami karmiony”, oznaczające kogoś, kto jest wyjątkowo mądry i przebiegły, potrafi sobie poradzić w każdej sytuacji; pochodzi jeszcze z czasów, gdy wspomniane ptaki się jadło. Jan Sokołowski w Tajemnicach ptaków opisał, jak uczył swojego oswojonego szpaka powtarzania ludzkiej mowy. Po dwóch latach nauki nie chciał on powtarzać żadnych słów, których usiłował go nauczyć badacz; spontanicznie nauczył się jednak profesor, profesorze, zasłyszane od pewnego gościa, który tak tytułował Sokołowskiego. Używał ich potem, gdy Sokołowski zbliżał się do niego, kojarząc go z jego osobą. Po dwóch tygodniach nauczył się powtarzać swoje imię, jednak nie kojarzył go z samym sobą i używał go jako przywołania, wołając „Wicek”, gdy chciał, aby Sokołowski do niego przyszedł; używał tego słowa po prostu jako komunikatu „chodź tu”. Przy próbach nauki nowych słów Wicek zdawał się nie wykazywać zainteresowania. Spontanicznie nauczył się natomiast głosu trąbki myśliwskiej, którą z magnetofonu odtwarzał mu syn profesora, oraz fragmentu uwertury do Cyrulika sewilskiego, wygwizdanego mu przez syna Sokołowskiego. Inne wrażenie odniósł Heinroth, który również opiekował się oswojonym szpakiem; szpak Heinrotha podczas nauki z zainteresowaniem przysuwał się do klatki i słuchał, przywodząc ornitologowi na myśl podobne zachowanie u papużek falistych. Szpak Sokołowskiego nauczył się także wołać „Urwis” – wołając „Wicek, Wicek, Urwis” przywoływał foksteriera wspomnianego ornitologa. Sokołowski wątpił, by Wicek miał pojęcie własnej osobowości, był jednak zdolny rozpoznać oraz zawołać właściciela i jego psa.
Austriacki etolog Konrad Lorenz w książce Pierścień Króla Salomona napisał o szpaku jako o „psie dla ubogich” i „czymś do kochania”. Młode szpaki łatwo schwytać do niewoli, są również łatwe w opiece. Łatwo adaptują się do życia w niewoli, jedzą zwykłą karmę dla ptaków (np. indyków czy ptaków łownych) i larwy mącznika. Mogą mieć wyblakłą barwę dzioba w stosunku do naturalnej żółtej w sezonie lęgowym; zapobiec blaknięciu można przez suplementowanie witaminy A. Mogą być trzymane w jednej klatce w kilka ptaków, a dzięki ich ciekawości łatwo je uczyć. Problemem jest ich zanieczyszczanie okolicy odchodami oraz potencjalne choroby, które mogą przenieść na ludzi. Jako zwierzęta laboratoryjne szpaki są drugimi najpopularniejszymi ptakami po gołębiach miejskich (Columba livia domestica).
Szpak symbolizował drobne kradzieże. Wśród Ajnów panowało przekonanie, że szpaki zostały stworzone na ziemi, w przeciwieństwie do innych ptaków, które pojawiły się w przestworzach.

### Motyw szpaka w literaturze
William Szekspir umieścił wzmiankę o szpaku w Henryku IV, części 1. Jeden z bohaterów tej sztuki, Hotspur, rozważał plan nauczenia swojego szpaka imienia swego szwagra, żeby ten dręczył go.

When he lies asleep,

And in his ear I’ll holla ‘Mortimer!’

Nay,

I’ll have a starling shall be taught to speak

Nothing but ‘Mortimer,’ and give it him,

To keep his anger still in motion

W jednym z polskich przekładów:

Będę go we śnie nachodził i wrzeszczał

Do ucha: „Mortimer!”
Lub jeszcze lepiej:

Nauczę szpaka, by skrzeczał to jedno

Jedyne słowo: „Mortimer!” – i poślę

Królowi: niech go nieustannie drażni.

Kazimiera Iłłakowiczówna napisała wiersz dla dzieci pt. Nikczemny szpak.
Jan Brzechwa w powieści dla dzieci  Akademia pana Kleksa uczynił szpaka jednym z głównych bohaterów. Uczony szpak Mateusz jest faktycznie księciem Mateuszem zamienionym w ptaka. Wątek ten jest kluczowy dla fabuły powieści. "[Mateusz] jest to uczony szpak Pana Kleksa. Mateusz umie doskonale mówić [...].  Mateusz odrabia z nami lekcje i często zastępuje pana Kleksa w szkole, gdy pan Kleks idzie łapać motyle na drugie śniadanie". [...] "Znajdowałem się w pokoju oświetlonym z góry dużą kulistą lampą. Gmach Akademii przemienił się w klatkę, w której siedział zamyślony Mateusz". [...] "Wyfrunął z klatki, usiadł mi na ramieniu, potem zeskoczył na moją dłoń, porwał w dziób guzik i sfrunął z nim na podłogę". [Brzechwa J.:   Akademia pana  Kleksa, Oficyna Wydawnicza G&P, Poznań 1999, s. 6, 119, 120].

### Motyw szpaka w muzyce
Mozart miał oswojonego szpaka, który potrafił zaśpiewać fragment jego XVII koncertu fortepianowego (KV 453). Kupił go ze sklepu, po tym, jak usłyszał go podczas śpiewania frazy z pracy, którą napisał 6 tygodni wcześniej i nie wykonał jeszcze publicznie. Bardzo przywiązał się do szpaka i urządził mu wyrafinowany pogrzeb, gdy ten umarł trzy lata później. Zdaniem niektórych Żart muzyczny (K. 522) mógł być napisany w komicznym, nieuporządkowanym stylu szpaczej pieśni. Karol Szymanowski skomponował  muzykę w formie pieśni do wspomnianego wiersza Nikczemny szpak Kazimiery Iłłakowiczówny  (Rymy dziecięce op. 49, 1922–1923).

### Motyw szpaka w kinematografii
Szpak był bohaterem brytyjskiego programu komediowego The Goon Show po tym, jak 12 sierpnia 1947 stado odpoczywających szpaków zatrzymało się na wskazówce minutowej Big Bena, przerywając jego pracę.  W latach 1984–1986 w Studiu Filmów Rysunkowych powstał serial animowany Marceli Szpak dziwi się światu, którego bohaterem był dociekliwy szpak.
W 1976 r. powstał polski serial obyczajowy Daleko od szosy w reżyserii Zbigniewa Chmielewskiego, którego pierwszy odcinek nosił tytuł "Szpaki".